# Avahi unicolor
L'avahi di Sambirano (Avahi unicolor) è un lemure della famiglia degli Indriidi, endemico del Madagascar.

## Distribuzione
Questa specie è diffusa nella zona settentrionale dell'isola, nella zona compresa fra i fiumi Sambirano e Mahavavy Nord.

## Descrizione

### Dimensioni
Misura circa 30 cm, più altrettanti di coda, per un peso di circa 0,8 kg.

### Aspetto
Il mantello è principalmente grigio-giallastro nella zona dorsale (da qui il nome unicolor della specie), mentre la zona ventrale, la gola e la mascherina facciale sono grigiastre: la parte posteriore delle cosce è bianca.

## Comportamento
Si tratta di animali erbivori, notturni ed arboricoli.

Vivono perlopiù in gruppi familiari, con una coppia dominante riproduttrice e vari cuccioli di differenti età, provenienti da varie cucciolate.

### Alimentazione
Nonostante condivida l'habitat con Lepilemur dorsalis, le due specie solitamente non entrano in competizione per il cibo poiché i lepilemuri cercano il cibo in zone più periferiche della chioma rispetto agli avahi, che dal canto loro preferiscono germogli e foglie immature, mentre i lepilemur si nutrono di tutti i tipi di foglia.